# Colostethus alacris
Espèce
Statut de conservation UICN

 DD  : Données insuffisantes
Colostethus alacris est une espèce d'amphibiens de la famille des Dendrobatidae.

## Répartition
Cette espèce est endémique du département de Cauca en Colombie. Elle se rencontre à El Tambo vers 1 400 m d'altitude sur le versant Ouest de la cordillère Occidentale.

## Publication originale
- Rivero & Granados-Díaz, 1990 : Nuevos Colostethus (Amphibia, Dendrobatidae) del Departamento de Cauca, Colombia. Caribbean Journal of Science, vol. 25, no 3/4, p. 148-152 (texte intégral).